# Zacarias Kamwenho
Zacarias Kamwenho (Chimbundo, Huambo, Angola, 5 de septiembre de 1934) es un Arzobispo emérito y pacifista angoleño.
Fue ordenado sacerdote en 1961, ascendiendo a obispo en 1974 y arzobispo de Lubango en 1995. Firme defensor del diálogo entre religiones contribuyó a la firma en 2002 del alto al fuego que ponía fin a la guerra civil de Angola.
En 2001 fue galardonado con el Premio Sájarov por parte del Parlamento Europeo.